# 加藤夕貴 (ハンドボール)
加藤 夕貴（かとう ゆき、1991年9月28日 - ）は、愛知県名古屋市出身のハンドボール選手。日本ハンドボールリーグの三重バイオレットアイリス所属。

## 経歴
名古屋市立御幸山中学校時代は2006年に第15回JOCジュニアオリンピックカップの優秀選手に選ばれた。中学卒業後は名古屋経済大学市邨高等学校へ進学。2007年に第2回女子ユースアジア選手権の日本代表U-18に選出された。2009年3月の全国高等学校ハンドボール選抜大会では最優秀選手に選出。同年8月の全日本高等学校ハンドボール選手権大会（インターハイ）では優秀選手に選ばれた。
高校卒業後は早稲田大学へ進学。2010年に第17回女子ジュニア世界選手権の日本代表U-20に選出された。
2014年1月に日本ハンドボールリーグの三重バイオレットアイリスへ加入。背番号は「9」。同年8月には第22回世界学生選手権の日本代表U-24に選出された。
2014-15年シーズンから背番号を「5」へ変更。同シーズンはリーグ5位タイの7mスロー得点（15得点）を記録した。

## 詳細情報

### 年度別成績
| 年       | チーム   | 試合 | フィールド 得点 | 率   | 7m    | 合計    | 警告 | 退場 | 失格 |
| -------- | -------- | ---- | --------------- | ---- | ----- | ------- | ---- | ---- | ---- |
| 2013-14  | MVI      | 1    | 0/1             | .000 | 0/0   | 0/1     | 0    | 0    | 0    |
| 2014-15  | MVI      | 18   | 34/76           | .447 | 15/19 | 49/95   | 5    | 8    | 0    |
| 2015-16  | MVI      | 5    | 0/0             | -    | 0/0   | 0/0     | 0    | 0    | 0    |
| 2016-17  | MVI      | 18   | 8/32            | .250 | 12/15 | 20/47   | 1    | 1    | 0    |
| 2017-18  | MVI      | 24   | 38/72           | .528 | 0/0   | 38/72   | 7    | 5    | 0    |
| 2018-19  | MVI      | 6    | 8/13            | .615 | 0/0   | 8/13    | 1    | 2    | 0    |
| JHL：6年 | JHL：6年 | 72   | 88/194          | .454 | 27/34 | 115/228 | 14   | 16   | 0    |

- 各年度の太字はリーグ最高

### JHLプレーオフ
| 年      | チーム | 試合                                                       | フィールド 得点 | 率   | 7m  | 合計 | 警告 | 退場 | 失格 |
| ------- | ------ | ---------------------------------------------------------- | --------------- | ---- | --- | ---- | ---- | ---- | ---- |
| 2016-17 | MVI    | 北國銀行戦 (準決勝)                                        | 2/3             | .667 | 0/0 | 2/3  | 0    | 0    | 0    |
| 2017-18 | MVI    | ソニーセミコンダクタマニュファクチャリング戦 (1stステージ) | 4/7             | .571 | 0/0 | 4/7  | 0    | 0    | 0    |
| 2018-19 | MVI    | オムロン戦 (1stステージ)                                   | -               | -    | -   | -    | -    | -    | -    |

### 記録

#### 日本ハンドボールリーグ
- フィールドゴール初得点：2014年11月1日、対ソニーセミコンダクタ戦（ブラザー体育館）[10]
- 7mスロー初得点：2014年11月8日、対オムロン戦（山鹿市総合体育館）[11]

### 背番号
- 9 (2014年)
- 5 (2014年 - )

## 代表歴

### 日本代表U-24
- 世界学生選手権 (2014年)

### 日本代表U-20
- ジュニア世界選手権 (2010年)

### 日本代表U-18
- ユースアジア選手権 (2007年)